# Nude Ants
Albums de Keith Jarrett
Personal Mountains
(1979) Invocations/The Moth and the Flame
(1979)
Nude Ants est un album du pianiste américain Keith Jarrett, avec le saxophoniste Jan Garbarek, le bassiste Palle Danielsson et le batteur Jon Christensen. L'album est enregistré live au Village Vanguard à New York en mai 1979.

## Historique
Le quartet « européen » de Jarrett effectue une tournée au Japon en mars-avril 1979 et aux États-Unis en mai 1979, qui est enregistrée par ECM. Nude Ants est constitué d'enregistrements de cette tournée américain, au Village Vanguard. Nude Ants est publié en 1980, soit peu de temps après l'enregistrement. Les enregistrements de la tournée japonaise, Personal Mountains et Sleeper, sont au contraire publiés tardivement, respectivement en 1989 et 2012. Nude Ants est pourtant d'une qualité sonore très inférieure aux enregistrements japonais.

## Description
Les titres joués sont identiques à ceux de Personal Mountains et Sleeper, mais leur interprétation varie considérablement.

### Musiciens
- Keith Jarrett - piano, compositions
- Jan Garbarek - saxophone ténor, saxophone soprano
- Palle Danielsson - contrebasse
- Jon Christensen - batterie

### Liste des morceaux
Toutes les compositions sont de Keith Jarrett.

#### Disque 1
| No | Titre             | Durée |
| -- | ----------------- | ----- |
| 1. | Chant of the Soil | 17:12 |
| 2. | Innocence         | 8:15  |
| 3. | Processional      | 20:33 |

#### Disque 2
| No | Titre         | Durée |
| -- | ------------- | ----- |
| 1. | Oasis         | 30:34 |
| 2. | New Dance     | 12:57 |
| 3. | Sunshine Song | 12:03 |